# لبه بهشت
لبه ی بهشت (به ترکی استانبولی: Yaşamın Kıyısında) (به انگلیسی: The Edge of Heaven) یک فیلم درام محصول مشترک ترکیه و آلمان است که توسط فاتح آکین نوشته و کارگردانی شده‌است. این فیلم برنده جایزه بهترین فیلم‌نامه در شصتمین دوره جشنواره فیلم کن شد.

## داستان فیلم
مردی بیوه و بازنشسته به نام علی آکسو، که یک ترک مهاجر در آلمان است ، از زن خیابان گرد ترک به نام یتر تقاضا می‌کند که در ازای دریافت ماهیانه‌ای با او زندگی کند. نجات پسر علی با پیشنهاد پدرش مخالف است اما پس از این که می‌فهمد یتر خرج تحصیلات دانشگاه دخترش را به عهده دارد نظرش راجع به او عوض می‌شود. پس از مرگ یتر نجات برای جستجوی دختر او به استانبول می‌رود...

## بازیگران
- تونجل کورتیز در نقش علی آکسو
- بکی باوراک در نقش نجات آکسو
- نورسل کوسه در نقش یتر اوزتورک
- نورگل یشیلچای در نقش آیتن اوزتورک
- پاتریشیا زیولکوفسا در نقش شارلوت
- هانا شیگولا در نقش سوزان
- ایدیل یونر در نقش آرزتین
- ارکان جان در نقش افق
- تورگای تانولکو در نقش جم